# Szárliget
Szárliget là một thị trấn thuộc hạt Komárom-Esztergom, Hungary. Thị trấn này có diện tích 14,56 km², dân số năm 2010 là 2306 người, mật độ 158 người/km².